# Viszák
Viszák es un pueblo ubicado en el distrito de Körmend, en el condado de Vas, Hungría.

## Superficie
Posee una superficie de 10,13 kilómetros cuadrados.

## Demografía
Hasta 2019 la población era de 246 habitantes, con una densidad de población de 24,28 habitantes por kilómetro cuadrado.